# سام الوی
سام الوی (انگلیسی: Sam Alvey؛ زادهٔ ۶ مهٔ ۱۹۸۶) ورزشکار هنرهای رزمی ترکیبی اهل ایالات متحده آمریکا است.